# Parco nazionale Baritú
Il Parco nazionale Baritú è un'area naturale protetta dell'Argentina settentrionale. Essa è situata nella Provincia di Salta, nel Dipartimento di Santa Victoria. È una delle zone nevralgiche della caratteristica biosfera della Yunga, insieme al Parco nazionale Calilegua, alla Riserva nazionale El Nogalar de Los Toldos, il Parco provinciale Potrero de Yala e al Parco provinciale Laguna Pintascayo.

## Caratteristiche generali
Il parco si estende su una superficie di 72.339 ettari di territorio poco roccioso, con colline alte dai 300 ai 400 metri, coperte da foreste e giungle. Il clima è caldo e umido per gran parte dell'anno, con piogge estive che vanno dai 900 ai 1300 millimetri.
Conserva allo stato naturale, il particolare bioma yunga, caratterizzato da Foresta umida, del tipo nebulosa.
Si trova in un paesaggio racchiuso tra le colline di Las Pavas e Negro, e coperto da abbondanti e scorrevoli fiumi e torrenti, tra cui spicca il Fiume Baritú (in alcune vecchie mappe appare con il nome di Barita), insieme al Fiume Lipeo e al Fiume de Las Pavas, tutti originati nel cordone orientale della cordigliera delle Ande, e membri del grande Bacino del Río de la Plata, che scorre attraverso il fiume Bermejo.
È forse l'unico parco del paese che comprende settori con microclimi tropicali, poiché quelli di Iguazú, Pilcomayo e Calilegua, sebbene abbiano molte caratteristiche tropicali, si trovano in zone semitropicali.

## Flora
Tra le molte specie di esemplari della giungla ci sono l'anadenanthera colubrina, lo psidium, la jacaranda, il guayacán, la chorisia, la palma, il convolvolo e il lapacho. Sotto di loro appaiono felci arborescenti alte fino a 4 metri che ostacolano il transito. Questo, aggiunto alla lontananza dei centri abitati, ha permesso alla fauna del parco di essere preservata quasi intatta. La foresta montuosa situata ad un'altituine maggiore formata da piante di Cedrela, detto anche Cedro di Salta, il podocarpus parlatorei, il polylepis e l'ontano.